# Tahar Mansouri
Tahar Mansouri (arabisch طاهر منصوري; * 9. Januar 1965 in Fouchana, Tunesien) ist ein ehemaliger tunesischer Marathonläufer.
Seine persönliche Bestleistung erzielte Mansouri im Januar 1996 mit 2:12:36 Stunden im marokkanischen Marrakesch. Bei den Olympischen Spielen im selben Jahr wurde er mit einer Zeit von 2:18:06 Stunden 26. des Marathonlaufs. Vier Jahre später erreichte er in Sydney mit 2:20:33 Stunden den 38. Rang. 1992 und 1997 siegte er jeweils über die Marathondistanz bei den Panarabischen Spielen. Mansouri gelang außerdem 1994 ein Sieg beim Marathonlauf der Spiele der Frankophonie in Paris.

## Weblink
- Tahar Mansouri in der Datenbank von Olympedia.org (englisch)

| Personendaten    | Personendaten              |
| ---------------- | -------------------------- |
| NAME             | Mansouri, Tahar            |
| KURZBESCHREIBUNG | tunesischer Marathonläufer |
| GEBURTSDATUM     | 9. Januar 1965             |
| GEBURTSORT       | Fouchana, Tunesien         |